# لطيفة بن زياتن
لطيفة بن زياتن (ولدت في 1 يناير 1960 في تطوان، المغرب)، هي ناشطة مغربية - فرنسية، وهي والدة عماد بن زياتن الذي ولد في عام 1981، وهو أول عضو في الخدمة في تولوز تم قتله على يد محمد رماح في 11 مارس عام 2012.

## عنها
اكتسبت لطيفة بن زياتن شهرتها في فرنسا بعد أن قامت بالدعوة إلى التضامن والإخاء ونبذ الكراهية والتطرف الديني وتلك الدعوة اتجهت إليها لطيفة ابن زياتن بعد أن قتل ابنها على يد الإرهابي محمد مراح، فقررت أن تكرس حياتها فقط من أجل نشر روح التسامح ومحاربة التطرف والإرهاب وهدر الدماء وتسعى إلى نشر روح التعاون بين الشباب كما أنها تقضي معظم أوقاتها بداخل الضواحي والأحياء الشعبية الفرنسية والمساجد والسجون.[بحاجة لمصدر]

## الجوائز والتكريمات التي حصلت عليها
حصلت على وسام الشجاعة الدولية، وهي ليست الجائزة الأولى التي حصلت عليها السيدة لطيفة بن زياتن حيث تم تكريمها أكثر من مرة قبل ذلك ومن بين التكريمات التي حصلت عليها جائزة «مؤسسة شيراك» وهي عبارة عن جائزة تحت لقب أو عنوان مناهضة النزاعات، وحصلت على جائزة التسامح من قبل جمعية أصدقاء مارسيل رودلوف وهذه الجائزة تمنحها الجمعية كل عام إلى شخص واحد فقط وهو ذلك الشخص الذي يقوم بتقديم العديد من المبادرات والتصريحات بهدف رفض الطائفية واحترام الآخر والنهوض بالحوار، والعمل الخيري والتسامح.[بحاجة لمصدر]
حصلت أيضًا لطيفة بن زياتن على وسام «جوقة الشرف» من قبل الرئيس الفرنسي فرانسوا هولاند تقديرا لالتزامها ومواظبتها على العمل الجمعوي. بالإضافة إلى توشيحها من قبل العاهل المغربي محمد السادس بوسام رفيع.
وكرمت السيدة لطيفة من قبل البابا فرانسيس والإمام الأكبر شيخ الأزهر أحمد الطيب، وتلقت جائزة زايد للأخوة والإنسانية لعام 2021.

## وسام الشجاعة
قامت وزارة الخارجية الأمريكية بتكريم السيدة لطيفة بن زياتن بمنحها جائزة «أشجع أمرأة دولية» وقد قام وزير الخارجية الأمريكي جون كيري بتسليم الجائزة بنفسه إلى لطيفة بن زياتن كنوع من التكريم لجهودها المكثفة التي تقدمها من أجل مواجهة التشدد وتشجيع الحوار بين الأديان.

## روابط خارجية
- لطيفة بن زياتن على موقع IMDb (الإنجليزية)